# Социал-либеральная партия (Молдова)
Социа́л-либера́льная па́ртия (рум. Partidul Social-Liberal) — политическая партия в Республике Молдова в 2001—2008 гг. Выступала за унитарное молдавское государство, за признание Республики Молдова в качестве «второго румынского государства», за федеративное устройство Европы. На парламентских выборах 2005 года партия участвовала в составе Избирательного блока «Демократическая Молдова», получив 3 мандата в парламенте Республики Молдова.

## История партии
Основана 9 мая (День Европы) 2001 года путём слияния Группы социал-либеральной инициативы и Христианско-демократической лиги женщин. В ноябре 2001 года к СЛП примкнула также Национальная лига молодежи Молдовы, а 1 декабря 2002 года и Партия демократических сил. В 2008 году слилась с Демократической партией Молдовы, Олег Серебрян стал первым вице-председателем ДПМ.

## Результаты на выборах
На всеобщих местных выборах 2003 года Социал-либеральная партия участвовала в блоке с Социал-демократической партией Молдовы.
- Муниципальные и районные советы - 4,43 % голосов и 38 мандатов
- Городские и сельские советы - 4,72 % голосов и 500 мандатов

На парламентских выборах 2005 года Социал-либеральная партия участвовала в составе Избирательного блока «Демократическая Молдова», который набрал 28,53 % голосов и 34 мандата, из которых 3 мандата досталось Социал-либеральной партии.
На всеобщих местных выборах 2007 года Социал-либеральная партия участвовала самостоятельно.
- Муниципальные и районные советы - 3,77 % голосов и 30 мандатов
- Городские и сельские советы - 3,44 % голосов и 321 мандат